# Daryl Stuermer
Daryl Stuermer (ur. 27 listopada 1952 w Milwaukee) – amerykański kompozytor, gitarzysta jazzowy i rockowy, basista, współpracownik grupy Genesis i muzyk sesyjny.
Pierwszą gitarę otrzymał w wieku 11 lat. We wczesnej młodości na jego grę mieli wpływ głównie gitarzyści jazzowi (Wes Montgomery, Joe Pass) i rockowi (Jimi Hendrix, John McLaughlin). W latach 70. należał do lokalnego zespołu Sweetbottom, a następnie rozpoczął współpracę z jazzowym muzykiem Jeanem-Lukiem Pontym, z którym nagrał cztery płyty i występował na koncertach. Pod koniec 1977 zastąpił gitarzystę Steve'a Hacketta w zespole Genesis, z którą to grupą pozostał związany z przerwami przez następne 30 lat. Stuermer był w Genesis gitarzystą koncertowym – grał jedynie na występach na żywo, natomiast płyty studyjne powstawały bez jego udziału, przez to pojawia się jedynie na trzech płytach koncertowych zespołu.
We wczesnych latach 80. perkusista i wokalista Genesis Phil Collins rozpoczął karierę solową i zaproponował Stuermerowi współpracę. Gitarzysta zagrał na ośmiu płytach Collinsa (6 studyjnych, 1 koncertowej i jednej z zespołem The Phil Collins Big Band) i towarzyszył mu w trasach koncertowych. Wspólnie napisali także kilka piosenek, m.in. "Only You Know and I Know", "I Don't Wanna Know", "Doesn't Anybody Stay Together Anymore" (z albumu No Jacket Required i "Something Happened on the Way to Heaven" (album ...But Seriously).
W 1987 Stuermer nagrał pierwszą płytę solową – Steppin' Out.
Stuermer gościnnie występował na płytach kilku artystów – Chinese Wall Philipa Baileya, I Know There’s Something Going On Fridy, The Key Joan Armatrading, I Love The Blues She Heard My Cry i Liberated Fantasies George'a Duke'a, a także krążkach innych członków Genesis – Acting Very Strange Mike'a Rutherforda, oraz The Fugitive, Still i Strictly Inc Tony'ego Banksa.

## Płyty solowe
- 1988 – Steppin' Out
- 1998 – Live & Learn
- 2000 - Another Side of Genesis
- 2001 – Waiting in the Wings
- 2003 - Sweetbottom Live the Reunion
- 2004 – Retrofit
- 2005 – The Nylon String Sampler
- 2006 - Rewired - The Electric Collection
- 2007 – Go!
- 2009 - Jimmy the Greek Lives